# 殺出個黃昏
《殺出個黃昏》（英語：Time）是2021年香港黑色幽默劇情片，由高子彬執導，林家棟和何靜怡編劇，謝賢和馮寶寶領銜主演，林雪及鍾雪瑩主演，本片2021年第45屆香港國際電影節舉行首映。謝賢憑本片奪得香港電影金像獎最佳男主角等多個表演獎項。

## 故事簡介
田立秋（謝賢 飾）、蔡鳳（馮寶寶 飾）、葉一叢（林雪 飾）於1960年代曾是讓人聞風喪膽的殺手組織，無奈時代蛻變，三人只好重歸平凡生活。
立秋現今已過花甲之年，只能以在刀削麵店工作糊口，每晚放工回家搽跌打酒，奈何熱血關節亦難敵機械手臂，唯有被迫熄爐。鳳於土瓜灣有自置物業、廟街有間歌廳，兒孫滿堂看似最幸福，但實情是家人只想擸盡家產，家人關係疏離。一叢孤家寡人，對妓女動情想發展黃昏戀，可惜襄王有夢，神女無心。
一晚，立秋突獲專責情報的歌廳老闆娘鳳重召出山，夥拍擅長駕駛的一叢，不料買兇的僱主的目標竟然是自己，原因是僱主病重負擔不起醫藥費，立秋下不了手，最後由僱主的老翁丈夫下手，之後老翁被控謀殺。鳳對立秋講一句「話唔定，你係幫咗人呢!」令立秋有所領悟，以獨門服務的耆英殺手組織「耆英天使」遂應運而生。「耆英天使」的宣傳口號是「孤獨在房？百病卧床？如何上天堂？」，主打步入黃昏之年、孤苦無依和百病纏身的遺老，送他們上黃泉路。
一天，立秋接到一個新「殺人」任務，卻發現買兇被殺的是一個被雙親拋棄、再被男友「中出即飛」的妙齡少女屈紫瑩（鍾雪瑩飾），立秋沒有將紫瑩殺死，但紫瑩之後卻纏著立秋，要他傳授她飛刀絕技。紫瑩的出現令立秋有了新的人生目標，亦改變了三位老人的命運，三位遲暮老人如何殺出個黃昏？

## 角色介紹
| 演員           | 角色   | 角色介紹 |
| 謝 賢          | 田立秋 | 殺手三人組主力，當年憑一身好刀法叱吒江湖，過了花甲之年早已放下屠刀，一心轉行整刀削麵但手腳太慢，但敵不過機器，唯一出路是與蔡鳳及葉一叢聯手重組成「耆英天使」，專為生無可戀的老人了結生命。後來遇上一心尋死的少女屈紫瑩，令孤獨的秋有了新的人生目標。 |
| 林耀聲（青年） | 田立秋 | 殺手三人組主力，當年憑一身好刀法叱吒江湖，過了花甲之年早已放下屠刀，一心轉行整刀削麵但手腳太慢，但敵不過機器，唯一出路是與蔡鳳及葉一叢聯手重組成「耆英天使」，專為生無可戀的老人了結生命。後來遇上一心尋死的少女屈紫瑩，令孤獨的秋有了新的人生目標。 |
| 馮寶寶         | 蔡鳳   | 殺手三人組副主力，以鐵鍊索命聞名，亦兼任踩線工作。在廟街開設『金鳳凰歌廳』，做老闆兼客串，兒子樑任職收銀。與媳婦關係惡劣，亦得不到兒子諒解。兒媳終日對鳳物業虎視眈眈，希望她沽出物業令他們可在九龍塘買樓，令孫兒能在名校區上學。                     |
| 何雁詩（青年） | 蔡鳳   | 殺手三人組副主力，以鐵鍊索命聞名，亦兼任踩線工作。在廟街開設『金鳳凰歌廳』，做老闆兼客串，兒子樑任職收銀。與媳婦關係惡劣，亦得不到兒子諒解。兒媳終日對鳳物業虎視眈眈，希望她沽出物業令他們可在九龍塘買樓，令孫兒能在名校區上學。                     |
| 林 雪          | 葉一叢 | 寡佬一名，客貨車司機。在殺手三人組中負責駕車及接送工作，閒來光顧妓女菁菁，希望與菁菁結婚。可惜菁菁並無此意。 |
| 符家浚（青年） | 葉一叢 | 寡佬一名，客貨車司機。在殺手三人組中負責駕車及接送工作，閒來光顧妓女菁菁，希望與菁菁結婚。可惜菁菁並無此意。 |
| 鍾雪瑩         | 屈紫瑩 | 中學生，陳賓前女友，由於被陳賓拋棄，聯絡「耆英天使」一心尋死，因而認識田立秋 |
| 李璨琛         | 樑     | 鳳兒子 |
| 賈曉晨         |        | 樑妻 |
| 顏子菲         | 菁菁   | 妓女 |
| 顧定軒         | 陳賓   | 中學生，冇責任感，喜歡打機 |
| 邵卓堯         |        | 刀削麵店老闆 |
| 許思敏         |        | 蔡鳳歌廳顧客 |
| 羅永昌         |        | 醫生 |
| 張凱娸         |        | 陳賓新女友 |
| 許 賢          |        | 被陳賓派往襲擊田立秋 |
| 蘇致豪         |        | 被陳賓派往襲擊田立秋 |
| 管 鋈          |        | 陳賓同學 |
| 陳海寧         |        | 墮胎少女 |
| 麥洛新         | 老翁   | 太太因病重負擔不起醫藥費，聘請殺手了結生命。田立秋下不了手，最後由老翁下手，之後老翁被控謀殺。 |
| 周 驄          |        | 厭世富豪 |
| 彭美嫦         |        | 富豪已故妻（並無參與本電影演出，只用彭美嫦相片連貫劇情） |

## 電影歌曲
主題曲青春之歌
作曲、編曲、監製：韋啟良，填詞：林家棟，主唱：李麗霞
片尾曲倦
作曲：陳永良，填詞：林振強，編曲、監製：韋啟良，主唱：馮寶寶、謝賢、林雪

## 票房
截至2021年7月29日《殺出個黃昏》衝破300萬票房成績，入座率持續攀升。

## 獎項及提名
| 年度   | 颁奖典礼                       | 奖项           | 姓名           | 结果 |
| ------ | ------------------------------ | -------------- | -------------- | ---- |
| 2022年 | 第28屆香港電影評論學會大獎     | 最佳電影       | 《殺出個黃昏》 | 提名 |
| 2022年 | 第28屆香港電影評論學會大獎     | 推薦電影       | 《殺出個黃昏》 | 獲獎 |
| 2022年 | 第28屆香港電影評論學會大獎     | 最佳編劇       | 何靜怡、林家棟 | 獲獎 |
| 2022年 | 第28屆香港電影評論學會大獎     | 最佳男演員     | 謝賢           | 獲獎 |
| 2022年 | 第28屆香港電影評論學會大獎     | 最佳女演員     | 鍾雪瑩         | 提名 |
| 2022年 | 2021年度香港電影編劇家協會大奬 | 最佳角色演繹獎 | 謝賢、林耀聲   | 獲獎 |
| 2022年 | 2021年度香港電影編劇家協會大奬 | 推薦劇本獎     | 何靜怡、林家棟 | 獲獎 |
| 2022年 | 第40屆香港電影金像獎           | 最佳編劇       | 何靜怡、林家棟 | 提名 |
| 2022年 | 第40屆香港電影金像獎           | 最佳男主角     | 謝賢           | 獲獎 |
| 2022年 | 第40屆香港電影金像獎           | 最佳男配角     | 林雪           | 提名 |
| 2022年 | 第40屆香港電影金像獎           | 最佳女配角     | 鍾雪瑩         | 提名 |
| 2022年 | 第40屆香港電影金像獎           | 最佳新演員     | 鍾雪瑩         | 提名 |
| 2022年 | 第18屆香港電影導演會年度大獎   | 最佳男主角     | 謝賢           | 獲獎 |

## 外部連結
- 香港影庫上《殺出個黃昏》的資料（繁體中文）
- 豆瓣电影上《殺出個黃昏》的資料 （简体中文）
- 互联网电影数据库（IMDb）上《杀出個黃昏》的资料（英文）